# 우노시마역
우노시마역(일본어: 宇島駅)은 일본 후쿠오카현 부젠시에 위치한 규슈 여객철도 소속 철도역이며, 닛포 본선의 정차역이다.
부젠 시의 대표 역이다. 부젠 시는 기타큐슈시나 오이타현 나카쓰시의 통근 · 통학권이며, 또 역 주변에는 기업이나 고등학교가 위치하고 있다.
또한 특급 열차의 절반과 쾌속 · 보통 전열차가 정차한다.

## 역 구조 및 승강장
단식 승강장 1면 1선과 섬식 승강장 1면 2선, 합계 2면 3선의 승강장을 가지는 지상역. 서로의 승강장은 과선교에서 연락하고 있다.
직영역이며, 발권 창구가 설치되어 있다.
| 플랫폼 | 노선        | 방향   | 행선지                            |
| 1      | ■ 닛포 본선 | 상행선 | 고쿠라 · 하카타 · 시모노세키 방면 |
| 2 · 3  | ■ 닛포 본선 | 상행선 | 고쿠라 · 시모노세키 방면          |
| 2 · 3  | ■ 닛포 본선 | 하행선 | 나카쓰 · 우사 방면                |

## 인접 역
| 닛포 본선            | 닛포 본선 | 닛포 본선                   |
| -------------------- | --------- | --------------------------- |
| 시이다 고쿠라 방면   | ■ 쾌속    | 나카쓰 우사 방면            |
| 부젠쇼에 고쿠라 방면 | ■ 보통    | 미케카도 가고시마 중앙 방면 |